# Gros Point de Venise

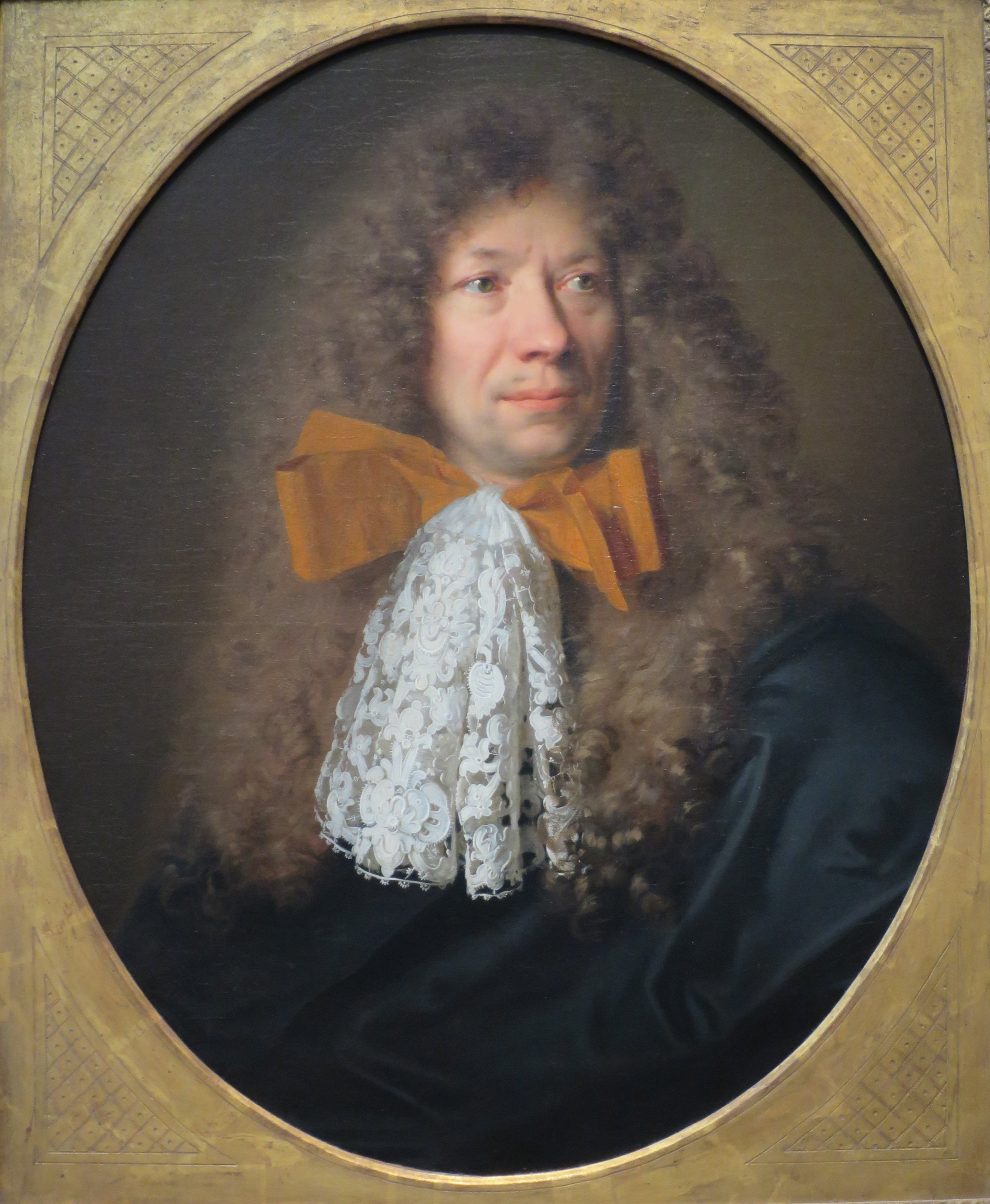
Cravate uit Gros Point de Venise, midden 17de eeuw

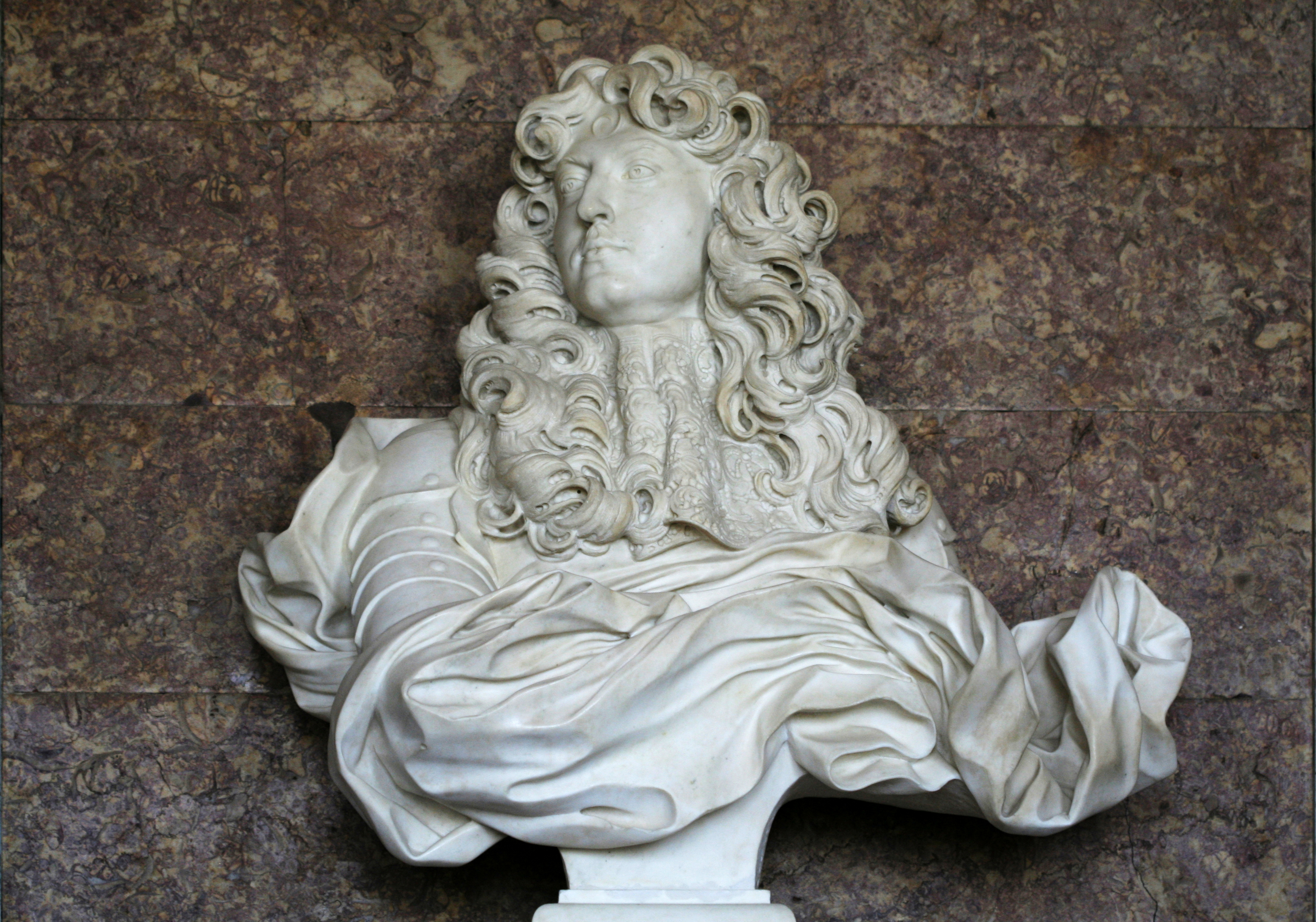
Lodewijk XIV met een Cravate

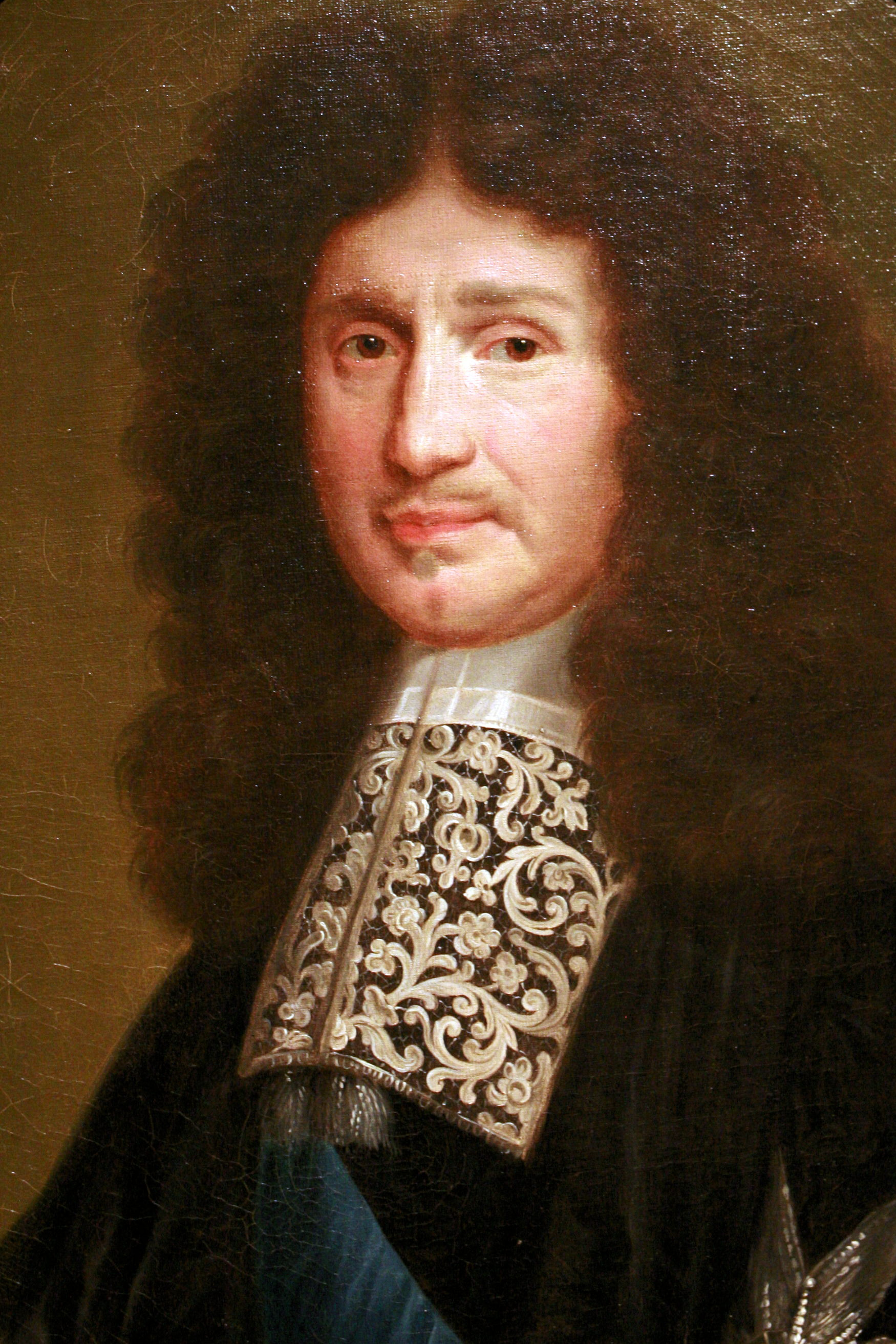
Colbert met de fijner variant, de voorloper van de Point de France

De Gros Point de Venise is een naaldkantsoort genoemd naar Venetië. De gros point is de bekendste van de Venetiaanse naaldkanten. De Point de Venise is de voorloper van een hele reeks Franse naaldkanten.

## Dracht
Deze kantsoort is een van de oudere voorlopers van de naaldkanten. Alhoewel hij oorspronkelijk uit Italië stamt, werd hij populair in het 17de-eeuwse West-Europa. Door zijn gewicht en zwaar patroon was het een kantsoort die vooral bij de heren geliefd was. Terwijl de andere fijnere kanten tijdens de zomer werden gedragen, was de Venetiaanse variant tijdens de winter bijzonder populair.

### Franse cravate
Deze kant werd bijna uitsluitend verwerkt/geproduceerd voor de dracht van de "cravate", echter bestaan er ook stukken vervaardigd als meterkant. Het grootse gedeelte van de vierkante cravate bestaat uit kant, slechts een klein gedeelte rond de hals bestond uit fijn wit linnen. Er was dus meer kant dan linnen aan deze dure stukken. Aan het Franse hof werd er ook een rode strik onder de kin geknoopt, vaak met een grote diamant afgewerkt.
Aan het hof van Lodewijk XIV werd deze kant gedragen door de hoogste adel, die zich blauw betaalde aan deze peperdure stukken. De productie was vrij groot totdat de koning de Franse naaldkantproductie stimuleerde. Hieruit vloeien de bekende "Point de France" en de "Point de Sedan" voort, die veel fijner zijn van uitvoering.
De Italiaanse technieken worden ingevoerd in Frankrijk in verscheidene manufacturen waardoor de concurrentie verhoogde. Deze Franse naaldkanten blijven in zwang totdat de tulekanten in de 18de eeuw de naaldkanten verdreven uit de mode. De 19de eeuw is dan ook het einde van de authentieke Gros Point de Venise.
Hij wordt omschreven als asymmetrisch en rijkelijk versierd met acanthusbladeren en grote bloemen die werden uitgewerkt in barokstijl. De 19de-eeuwse exemplaren zijn gebaseerd op oude patronen, en vaak minder fantasierijk uitgewerkt. Thans wordt hij enkel nog machinaal vervaardigd, hetgeen te herkennen is aan de bleke kleur. Een kantwerkster raakt normaal deze kantsoort aan met de vingers, hetgeen hem reeds lichtjes kleurt. Bij kloskant raakt de werkster enkel de klossen aan, en nooit de draad waardoor kloskant veel helderder is dan naaldkant. In Frankrijk werden imitaties vervaardigd naar de oude patronen, genoemd "Point de Colbert".

## Techniek
Deze naaldkant is een van de weinige die in reliëf werd uitgevoerd, dit verklaart deels zijn gewicht en benaming "gros". Door zijn reliëf hebben sommige oude exemplaren meer iets weg van beeldhouwwerk, dan van oude kant. Het patroon werd eerst uitgetekend om vervolgens in laagjes geborduurd te worden. Er werd altijd wit garen gebruikt, soms opgevuld met paardenhaar. Tussen de patronen werden siersteken en parels geborduurd. Deze techniek zou later bij de Rosaline perlée worden overgenomen.
Oude exemplaren zijn zeer begeerd bij verzamelaars en musea. Er zijn schaarse voorbeelden uit de 17de eeuw bekend, de meeste in museale collecties.